# San Fernando, Chile
San Fernando är en stad i centrala Chile, och är huvudort för provinsen Colchagua i regionen Libertador General Bernardo O'Higgins. Folkmängden uppgår till cirka 60 000 invånare.